# Бела врана (лист)
Бела врана (лист) је хумористички лист који је излазио у периоду од 1933. до 1934. године у Београду.

## Истријат
Бела врана је хумористички лист који је излазио као конкуренција Ошишаном јежу. Почео је да излази од 29. јун 1933. до 27. јануар 1934. године. У почетку је излазио jeдном недељно, сваког четвртка, а од броја 20 је излазио сваке суботе. У периоду од годину дана, изашао је 31 број. Издавач листа је Београд Привредни преглед. Цена листа по сваком броју је била 1 динар.

### Уредници и сарадници
Власник и одговорни уредник листа Бела врана је био Обрад Симић.Сарадници на листу су Обрад Симић, Николај Тишченко, Мићо Димитријевић, Драг. Стојановић.

### Штампарија
Штампарије у којима је штампан лист Бела врана су:
- од бр. 2 (1933) је штампарија Експрес
- од бр. 4 (1933) је Штампарски завод Орао
- од бр. 22 (1933) је Нова штампарија,
- од бр. 23 (1933) Штампарски завод Орао
- од бр. 28 (1934) Нова штампарија

## Галерија
- Број 1, страна 2, 1933.
- Насловна страна броја 4, 1933.
- Огласи у броју 4, 1933.